# Camp de Nuseirat
El camp de Nuseirat (àrab: مخيّم النصيرات, muẖayyam an-Nuṣayrāt) és un camp de refugiats palestins situat cinc quilòmetres al nord-est de Deir al-Balah i vuit quilòmetres al sud de la ciutat de Gaza. El camp de refugiats està en la governació de Deir al-Balah, a la Franja de Gaza. Segons l'Oficina Central d'Estadístiques de Palestina, el camp de refugiats de Nuseirat tenia 64.423 habitants a mitjan any 2006. Segons l'Agència de Nacions Unides per als Refugiats de Palestina a Orient Pròxim (UNRWA), responsable dels camps, la seva població a la fi de 2016 és de 62.117 habitants.
El camp de refugiats de Nuseirat va ser anomenat així per la tribu local dels Nuseirat, una part de la confederació Hanajira, que històricament va dominar el territori entre Deir al-Balah i Gaza. La majoria dels refugiats van arribar des de la zona meridional de Palestina, com Beerseba i la plana costanera. Amb anterioritat a l'establiment del camp per l'UNRWA, els aproximadament 16,000 refugiats originals es van assentar sobre les restes d'una presó militar britànica anteriorment situada en aquest mateix lloc. La zona més pobra del camp és coneguda com a "camp nou" o "Bloc J".
Una part del camp de refugiats de Nuseirat no disposa de sistemes de clavegueram, per la qual cosa les aigües residuals circulen a l'aire lliure pels carrers i camps conreats amb el consegüent risc per a la salut pública. La majoria de la població treballava com a assalariada a Israel o en camps propers fins a l'inici del bloqueig de Gaza l'any 2000.
El mercat públic del camp de refugiats de Nuseirat se celebra cada dilluns. A data de 2005, UNRWA treballava en 15 col·legis a Nuseirat amb una població estudiantil de més de 18.000 alumnes. Tretze d'aquests col·legis imparteixen classes a doble torn per poder proveir d'educació a tota la població del camp. Hi ha també un Centre de Salut amb uns 50 professionals que realitza més de 19.000 consultes mensuals, així com un Centre de la Dona i un Centre d'Activitats Juvenils, tots ells gestionats per UNRWA. Gràcies a la financión del govern del Japó, en 1995 es va reformar i va renovar un Centre Comunitari de Rehabilitació per a nens i nenes amb algun tipus de discapacitat.